# Petrogale burbidgei
Il monjon (Petrogale burbidgei Kitchener e Sanson, 1978), noto anche come warabi, è la più piccola delle molte specie di wallaby delle rocce diffuse in Australia. Vive nella regione del Kimberley, in Australia Occidentale, e su alcune isolette dell'arcipelago Bonaparte.
Il monjon, rimasto nascosto per secoli agli occhi della scienza, è stato descritto soltanto nel 1978. Le cause di questo vanno ricercate nella sua natura molto timida, nelle sue piccole dimensioni (300–350 mm di lunghezza) e nel suo areale limitato. È ancora molto poco conosciuto.
Il monjon è ricoperto da una pelliccia bruno-olivacea e presenta una striscia bianca sui fianchi. Viene incluso tra le specie prossime alla minaccia, soprattutto a causa delle ridotte dimensioni del suo areale.